# Serra do Carnoió
A serra do Carnoió é um conjunto montanhoso inserido no planalto da Borborema, estado da Paraíba. Situa-se precisamente na microrregião do Cariri Oriental, dentro da mesorregião da Borborema. Apresenta clima seco e quente, além de paisagens típicas do semiárido nordestino.
Tal palavra, com raízes na língua tupi, originou o primeiro nome do município atualmente conhecido por Boqueirão, à época de sua emancipação política no ano de 1959.